# Вейзагер, Сигизмунд Михайлович
Сигизмунд Михайлович Вейзагер (14 января 1902, Рига — 9 мая 1938, Москва) — деятель ГПУ/НКВД СССР, капитан государственной безопасности. Нарком внутренних дел Мордовской АССР. Входил в состав особой тройки НКВД СССР.

## Биография
Родился в 1901 году в еврейской семье, отец был ювелиром. В 1919 году окончил 6 классов гимназии в Петрограде. В 1920 году вступил в РКП(б), после чего до 1921 года работал в различных партийных структурах: Петроградском губернском комитете по борьбе с дезертирством, в Политическом управлении Петроградского военного округа, фракции РКП(б) Петроградского губернского Союза строителей, Политическом отдела Сводной дивизии (Кронштадт), фракции РКП(б) Гдовского уездного Совета профсоюзов (Петроградская губерния). С 1921 года работает в органах ВЧК−ОГПУ−НКВД:
- 1921—1923 годы — уполномоченный пограничного особого отделения № 8, старший уполномоченный Петроградской губернской ЧК, Полномочного представительства ГПУ по Петроградскому военному округу, заместитель начальника Особого отдела ГПУ 16-й дивизии.
- 1923—1924 годы — начальник Особого отдела ОГПУ 11-й кавалерийской дивизии (Туркестанский фронт), начальник Особого отдела ОГПУ 8-й Гомельской кавалерийской дивизии.
- 1925—1927 годы — начальник Горно-Бадахшанского облотдела ГПУ, начальник Особого отдела на Памире Полномочного представительства ОГПУ по Средней Азии, начальник Особого отдела Горно-Бадахшанского облотдела ГПУ.
- 1928—1929 годы — дипломатический агент НКИД СССР в Андижане (Узбекская ССР), генеральный консул СССР в Мазари-Шарифе (Афганистан).
- 1930—1933 годы — помощник начальника Гомельского окротдела ГПУ (Белорусская ССР), начальник Гомельского горотдела ГПУ, помощник начальника, начальник Экономического отдела Полномочного представительства ОГПУ по Белорусской ССР.
- 1933—1935 годы — начальник Экономического отдела Полномочного представительства ОГПУ по Казакстану, начальник Экономического отдела УГБ Управления НКВД по Казакской АССР, помощник начальника Управления НКВД по Казакской АССР.
- 1935—1937 годы — начальник Экономического отдела УГБ Управления НКВД по Западно-Сибирскому краю, начальник Экономического отдела УГБ Управления НКВД по Свердловской области, помощник начальника Управления НКВД по Свердловской области.
- 1937 год — начальник Управления НКВД по Мордовской АССР, нарком внутренних дел Мордовской АССР. Этот период отмечен вхождением в состав особой тройки, созданной по приказу НКВД СССР от 30.07.1937 № 00447[2] и активным участием в сталинских репрессиях[3].

## Завершающий этап
Арестован 21 ноября 1937 года. Обвинялся в шпионаже по статье 58-1б УК РСФСР. Приговорён в особом порядке к высшей мере наказания. Расстрелян на полигоне Коммунарка 9 мая 1938 года. Реабилитирован в 1994 году.

## Награды
- Почётный сотрудник госбезопасности V
- 09.09.1932 — Орден Трудового Красного Знамени БССР